# Tèo Cabanel
Tèo Cabanel è una azienda francese di profumi.

## Storia
Fondata a Boufarick nel 1893 dal medico/chimico francese Tèo Cabanel, che si specializza nella creazione di acque di colonie, quintessenze di fragranze e fazzoletti profumati.
Trasferitosi a Parigi, il fondatore diventa presto famoso nell'alta società parigina, tanto da diventare il profumiere ufficiale della duchessa di Windsor. Alla sua morte, la sua eredità viene gestita dalla figlia, che morirà nel 2000 lasciando circa 150 formule di profumi.
Attualmente il marchio è stato modernizzato ma continua ad utilizzare la stessa selettività nella creazione di sofisticate fragranze di lusso, con l'utilizzo di prodotti 100% naturali.